# Tom Snijders

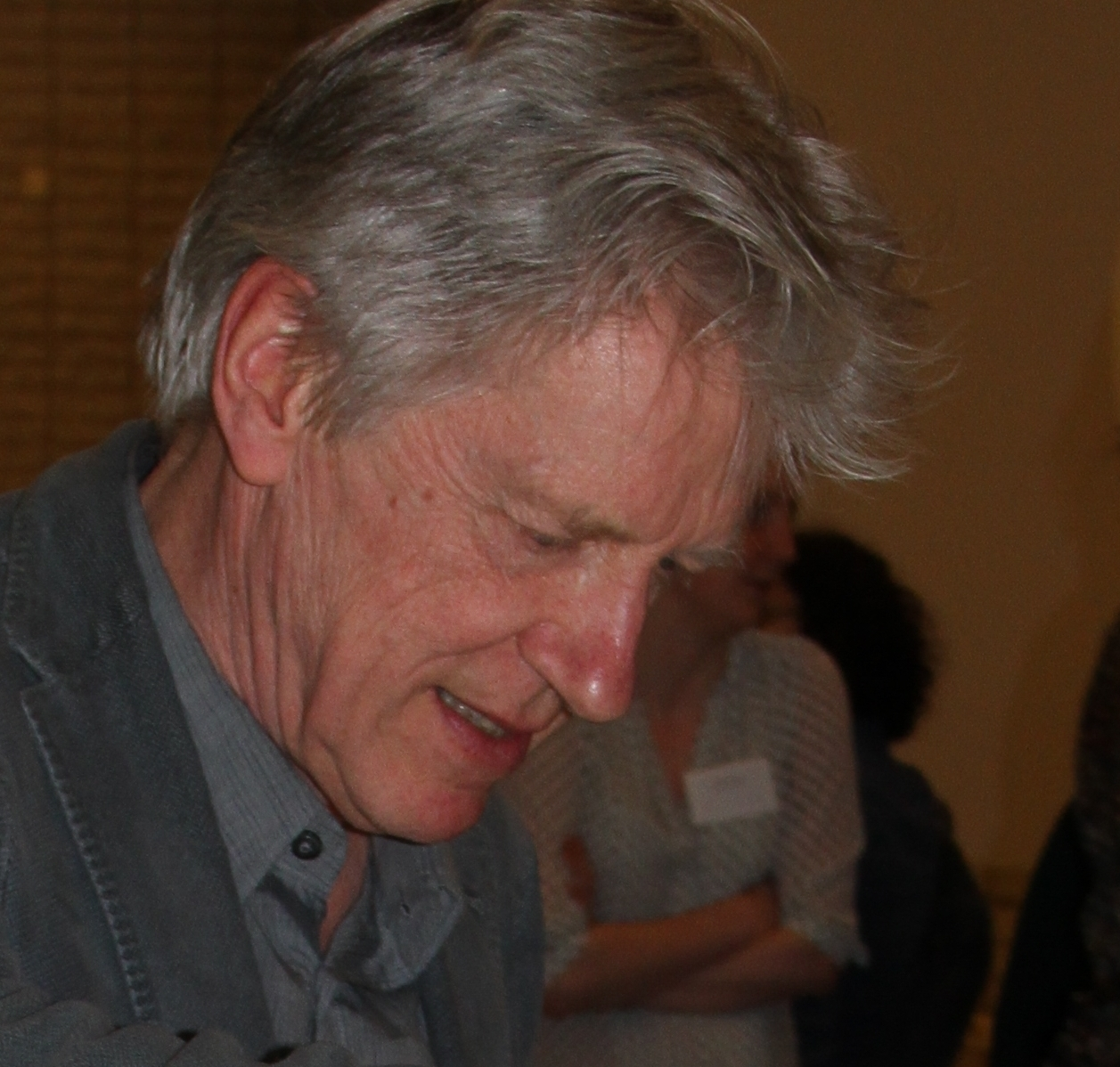
Tom Snijders (2015)

Thomas „Tom“ Augustinus Benedictus Snijders (* 26. September 1949 in Tilburg, Niederlande) ist Professor für Statistik und Methodologie an der Universität Groningen und Emeritus Fellow am Nuffield College der Universität Oxford.

## Leben
Tom Snijders ist der Sohn von Jan Snijders, von 1949 bis 1980 Professor für Psychologie an der Universität Groningen, und Nan Snijders-Oomen, einer Kinder-Psychologin. Snijders wuchs in der Provinz Groningen auf. An der dortigen Universität Groningen studierte er Mathematik (M.Sc. im Jahr 1973), wo er 1979 mit einer Dissertation zum Thema Asymptotic optimality theory for testing problems with restricted alternatives (Deutsch: Asymptotische Optimalitätstheory für Testprobleme mit begrenzten Alternativen) promoviert wurde (Note: cum laude). Ab 1972 übte er verschiedene akademische Berufe an der Universität Groningen aus. An der Universität Utrecht war er zwischen 1989 und 1992 Professor für mathematische Soziologie. Zwischen 1992 und 2002 wechselte er als Professor für Methodik und Statistik wieder an die Universität Groningen. 2002 wurde er Gastprofessor an der Universität Lille, 2006 Professor am Nuffield College der Universität Oxford und 2008 Gastprofessor an der Universität Paris-Süd. 2008 und 2009 war er als Ehrenprofessor an der Katholieke Universiteit Leuven. Er ist Professorial Fellow an der Universität Melbourne und Mitherausgeber der Zeitschriften Social Networks, Annals of Applied Statistics und Journal of Social Structure. Er lebt zusammen mit Lonnie ter Braak, mit der er drei Kinder Anke (* 1979), Tineke (* 1979) und Paul (* 1981) hat.

## Forschung
Snijders ist bekannt für seine Forschungen auf dem Feld der statistischen Methoden in den Verhaltens- und Sozialwissenschaften. 1998 entwickelte er mit anderen StOCNET ein Open Source Programm für statistische Analysen Sozialer Netzwerke, dem Hauptforschungsfeld von Snijders. Er beschäftigt sich mit den statistischen Methoden der Netzwerkanalyse, der Analyse von Netzwerkweiterentwicklungen, der Mathematischen Soziologie, der Theorie über Antwortverhalten und mit der Mehrebenenanalyse. Nach eigenen Angaben liegt Snijders viel daran, die theoretischen Erkenntnisse in praktische Anwendungen einfließen lassen zu können, nach Möglichkeit auch in Form Statistischer Software. Für die Analyse longitudinaler Daten aus Sozialen Netzwerken entwickelte er Siena, das als R-Packet RSiena zur Verfügung steht.

## Ehrungen
- 1999: Mitglied International Statistical Institute
- 2005: Ehrendoktorwürde der Universität Stockholm
- 2008: Orden vom Niederländischen Löwen
- 2008: Fellow Royal Statistical Society
- 2011: Ehrendoktorwürde der Universität Paris-Dauphine

## Publikationen (Auswahl)
- 1979: Asymptotic optimality theory for testing problems with restricted alternatives. Dissertation (Universität Groningen; herausgegeben vom Mathematical Centre, Amsterdam).
- 1992: Kanssteekproeven. Mit J. Muilwijk und J.J.A. Moors. Leiden: Stenfert Kroese.
- 1993: Gissen en mikken. Universität Groningen, Antrittsvorlesung.
- 1999: PINT, (Power IN Two-level designs). Estimating standard errors of regression coefficients in hierarchical linear models for power calculations. User’s manual. Mit Roel J. Bosker und Henk Guldemond. Zweite Version, 2003.
- 1999: Multilevel Analysis. An introduction to basic and advanced multilevel modeling. Mit Roel Bosker, Sage Publishers. Zweite Auflage, 2012.
- 2001: The statistical evaluation of social network dynamics. Sociological Methodology 31: 361–395.
- 2006: New specifications for exponential random graph models. Mit P.E. Pattison, G.L. Robins, und M. Handcock. Sociological Methodology, 36: 99–153.
- 2010: Dynamic networks and behavior: Separating selection from influence. Sociological Methodology 40: 329–393.
- 2011 (mit späteren Updates): Manual for SIENA version 4.0. Oxford, University of Oxford, Department of Statistics. Mit R. Ripley und K. Boitmanis.